# لیدی سالویر
لیدی سالویر (به فرانسوی: Lydie Salvayre) با نام اصلی لیدی ارجنا (به اسپانیایی: Lydie Arjona)؛ (متولد ۱۹۴۸) یک نویسنده فرانسوی است. خانواده او از پناهجویان جمهوری و جنگ داخلی اسپانیا در فرانسه بودند. او در جنوب فرانسه متولد شد و در تولوز به تحصیل در رشته پزشکی پرداخت و به کار به عنوان یک روان‌پزشک تجربی مشغول شد.

## جوایز
به لیدی سالویر جایزه هرمس ، جایزه دسامبر و در سال ۲۰۱۴ جایزه گنکور اعطا شده است.

## نشان افتخار
- لیدی سالویر در سال ۲۰۱۵ نشان افتخار فرمانده در هنر و ادبیات را دریافت داشت.[۴]